# Edenborn
Edenborn es un lugar designado por el censo ubicado en el condado de Fayette en el estado estadounidense de Pensilvania. En el año 2010 tenía una población de 294 habitantes y una densidad poblacional de 294 personas por km².

## Geografía
Edenborn se encuentra ubicado en las coordenadas 39°52′59″N 79°53′13″O / 39.88306, -79.88694.. Según la Oficina del Censo de los Estados Unidos, Edenborn tiene una superficie total de 0,37 mi² (1 km²), de la cual 0,37 mi² (1 km²) corresponden a tierra firme y 0 mi² (0 km²) es agua.